# Thank You (álbum de Stone Temple Pilots)
Thank you es el nombre del disco de Grandes éxitos de Stone Temple Pilots. Con este álbum marcaron un final provisorio de su carrera como grupo. 5 años después del lanzamiento de este disco, la banda se volvió a juntar.

## Lista de canciones
1. "Vasoline" – 2:57
2. "Down" – 3:50
3. "Wicked Garden" – 4:07
4. "Big Empty" – 4:55
5. "Plush" – 5:13
6. "Big Bang Baby" – 3:24
7. "Creep" – 5:34
8. "Lady Picture Show" – 4:08
9. "Trippin' on a Hole in a Paper Heart" – 2:57
10. "Interstate Love Song" – 3:15
11. "All in the Suit That You Wear" – 3:41
12. "Sex Type Thing" – 3:40
13. "Days of the Week" – 2:37
14. "Sour Girl" – 4:18
15. "Plush" (Acústica) – 3:50